# Jürgen Barth

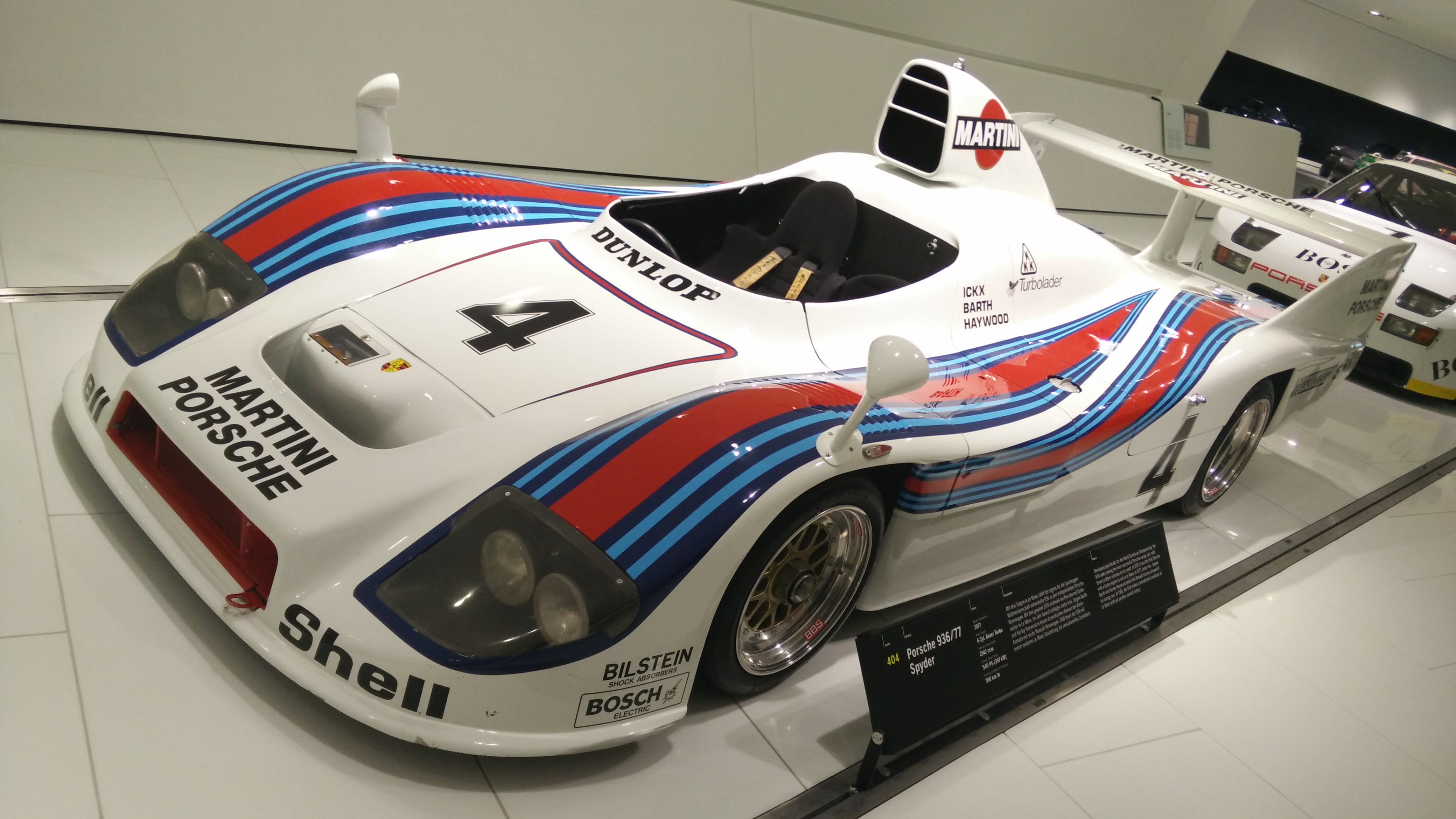
Porsche 936 di Barth, Ickx e Haywood vittoriosa a Le Mans nel 1977

Jürgen Barth (Thum, 10 dicembre 1947) è un pilota automobilistico tedesco, vincitore della 24 Ore di Le Mans 1977 (alla quale ha preso parte per tredici edizioni) e figlio del pilota di Formula 1 Edgar Barth.

## Palmarès

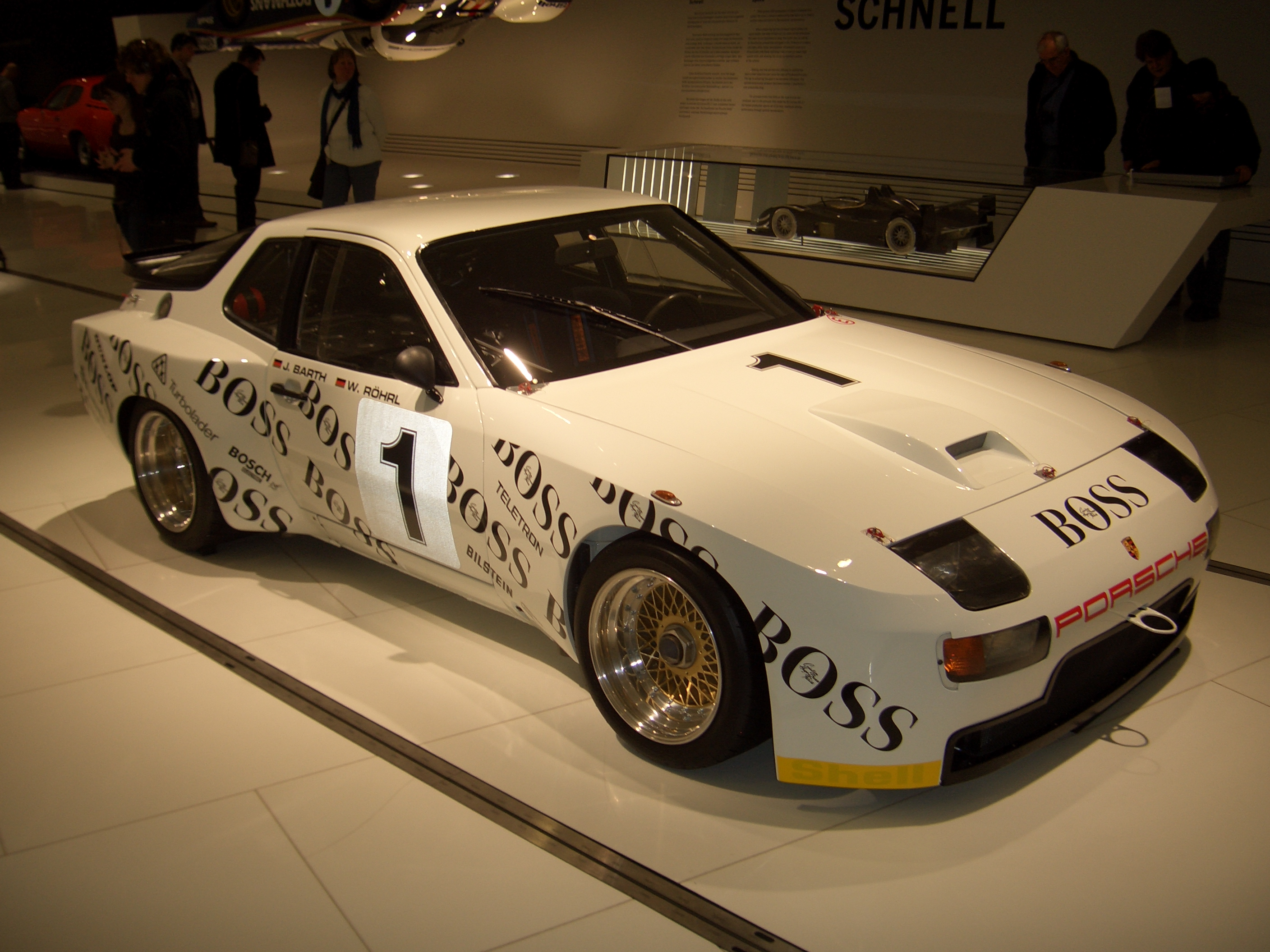
Porsche 924 GTR con cui corse a Le Mans nel 1981

- 1977: vincitore della 24 Ore di Le Mans
- 1980: vincitore della 1000 chilometri del Nürburgring
- 1980: vincitore della 1000 chilometri da Digione (con Pescarolo)[1]
- 1981: vincitore della 24 Ore di Le Mans nella categoria GTP 3L.
- 1993: vincitore della 24 Ore nella categoria Le Mans GT
- 1980: 2° alla 1000 km di Monza
- 1980: 2° alla 6 ore di Silverstone
- 1994 2° alla 24 Ore di Daytona